# Sad ibn Abi-Waqqàs
Sad ibn Abi-Waqqàs (àrab: سعد بن أبي وقاص, Saʿd b. Abī Waqqās) fou un dels més il·lustres companys del profeta de l'islam Mahoma. Va néixer entre els Banu Zuhra, un clan quraixita i va ser un dels cosins d'Àmina bint Wahb, la mare de Mahoma. El seu pare era Uhayb ibn Abd-Manaf, l'oncle patern d'Àmina.
Va ser entre els primers el 610 a convertir-se a l'islam llavors que només tenia 17 anys i fou Abu-Bakr as-Siddiq qui en va ser la causa. Fou part dels Al-Àixara al-Mubaixxara a qui Mahoma va prometre el Paradís (janna). Entre els títols honorífics que se li atribuïxen, no n'estimava més que dos: el fet que va ser el primer a tirar una fletxa per la causa de Déu i també perquè Mahoma li ha dit: «Tira Sad ! Que siguin sacrificats per tu el meu pare i la meva mare!». Es diu que les seves dues armes més eficaces eren els seus tirs i les seves invocacions. Els seus tirs fallaven rarament els seus blancs i els seus companys ho expliquen per una oració que Mahoma havia fet en el seu favor: «O Déu! Orienta el seu tir i satisfés les seves invocacions.»
Va participar en la batalla d'al-Qadisiyya contra l'imperi Sassànida a l'Iraq sota el califat d'Úmar ibn al-Khattab i va morir el 664 a Al-Aqiq durant el califat de Muàwiya ibn Abi-Sufyan quan era gran d'una mica més de 80 anys. La tradició musulmana xinesa li atribueix la introducció de l'islam en aquest país pels volts de l'any 650, durant el regne de l'emperador Gaozong de Tang.